# Mus (subgénero)
Mus es un subgénero de roedores miomorfos de la familia Muridae.

## Especies
Comprende las siguientes especies:
- Mus booduga, Gray, 1837.
- Mus caroli, Bonhote, 1902.
- Mus cervicolor, Hodgson, 1845.
- Mus cookii, Ryley, 1914.
- Mus famulus, Bonhote, 1898.
- Mus fragilicauda, Aufrray, Orth, Catalan, Conzalez, Desmarais y Bonhomme, 2003.
- Mus macedonicus, Petrov y Ruzic, 1983.
- Mus musculus, Linnaeus, 1758.
- Mus spicelegus, Petényi, 1882.
- Mus spretus, Lataste, 1883.
- Mus terricolor, Blyth, 1851.